# Gentianella pseudazurea
Gentianella pseudazurea là một loài thực vật có hoa trong họ Long đởm. Loài này được (Grubov) Holub mô tả khoa học đầu tiên năm 1998.